# Дюма, Матье
Гийо́м-Матьё Дюма́ (фр. Guillaume-Mathieu Dumas; 23 ноября 1753, Монпелье, департамент Эро, Франция — 16 октября 1837, Париж, Франция) — французский потомственный дворянин, сын казначея из Монпелье. 1 февраля 1805 года произведён в чин дивизионного генерала; с 14 февраля 1810 года — граф Империи.

## Офицер короля
На военную службу поступил в пятнадцать лет. Служил адъютантом при графе Пюисегюре. С 17 мая 1773 года Матье Дюма — су-лейтенант егерского полка Медокской пехоты. 19 марта 1780 года произведен в капитаны.
С 1780 по 1783 годы, в составе французского экспедиционного корпуса под командованием графа Рошамбо, участвовал в войне за независимость США.
После окончания войны направлен в экспедицию на Ямайку. 10 июля 1783 года получил чин майора. В 1784—1785 годах находился с миссией в Леванте. В 1787 году присутствовал при осаде Амстердама, оказывал содействие голландцам в войне с Пруссией. В 1788 году избран членом военного совета.

## Эпоха Революции и Директории
С 10 октября 1789 года в звании полковника состоял при штабе генерала Лафайета. Был одним из главных организаторов Национальной гвардии. 13 мая 1791 года назначен на ответственный пост генерал-директора военного депо. 10 июня 1791 года произведен в генерал-майоры (maréchal de camp) и направлен в Мец для командования расквартированными там войсками. С 23 — 25 июня сопровождал кортеж Людовика XVI, пытавшегося бежать за рубеж.
В том же году Дюма активно занялся политикой, примкнул к фельянам. 6 сентября 1791 года был избран членом Законодательного собрания. Одно время в 1792 году даже исполнял обязанности его президента.
После взятия парижанами дворца Тюильри, 10 августа 1792 года, Дюма уехал из столицы, а спустя некоторое время и из страны: сначала в Англию, а затем в Швейцарию. Вернулся в Париж лишь после переворота 9 термидора.
Не изменив своим монархистским взглядам, в 1797 году создает тайное роялистское общество в Клиши. 19 октября избран в Совет Старейшин (от департамента Сена и Уаза), но после событий 18 фрюктидора (4 сентября 1797) вновь был вынужден бежать из Франции. На этот раз он пережидал «бурю» в Гамбурге.

## Годы Консульства и Империи
После прихода к власти Наполеона Бонапарта, в результате государственного переворота 18 брюмера, вернувшийся на родину генерал Дюма получил приказ сформировать резервную армию в Дижоне, в составе которой, впоследствии, ему довелось участвовать в битве при Маренго.
С 29 мая 1800 года занимал должность начальника Генерального штаба корпуса генерала Макдональда.
В апреле 1801 года назначен послом в Неаполе.
27 июня 1801 года стал членом Государственного совета.
В октябре 1804 года возглавлял штаб генерала Даву.
С сентября 1805 года назначен вторым помощником командующего Великой Армией. Состоял при Наполеоне в сражениях при Ульме, Эльхингене, Аустерлице. В январе 1806 года переведен в армию Неаполя.
С 30 марта того же года исполняет обязанности военного министра и одновременно Великого маршала королевского двора при Неаполитанском монархе Жозефе Бонапарте. После того как Жозеф занял испанский престол, Дюма вместе с ним покинул Неаполь и в июле 1807 года стал военным министром Испании.
В апреле 1809 года переведен в Генеральный штаб армии в Германии. Участвовал в сражениях при Эсслинге и Ваграме. По указу императора Наполеона вел активные переговоры с австрийцами о заключении мирного договора.
В 1810 году за заслуги перед отечеством был награждён Орденом Почётного легиона.
С 25 февраля 1812 года генерал-интендант Великой Армии. Участвовал в русской кампании, во время которой тяжело заболел. После выздоровления был назначен 22 января 1813 года на тот же пост, но уже под командованием Евгения Богарне.
19 октября 1813 взят в плен в «Битве народов» под Лейпцигом. В 1814 году освобожден и при Людовике XVIII занимался реорганизацией армии, находясь на посту государственного советника и генерал-директора финансов армии.

## «Сто дней», Вторая Реставрация Бурбонов, дальнейшая служба

Портрет генерала Дюма.

Во время «Ста дней» Дюма руководил формированием частей Национальной гвардии, а при второй Реставрации, 4 сентября 1815 года, уволен в отставку. Однако, при деятельной поддержке со стороны старого боевого товарища, маршала Франции Гувьона Сен-Сира, он в 1818 году возвращается на службу.
Богатый военный и административный опыт Дюма позволил ему войти в состав Комиссии государственной обороны. В 1822 году Дюма исключают из состава Государственного Совета, что не мешает ему стать в 1828 году членом Палаты депутатов от Парижа.
После Июльской революции 1830, во время которой Дюма занял сторону Луи-Филиппа, который сполна вознаградил его за лояльность. Сначала убеленный сединами ветеран получает должность генерального комиссара Национальной гвардии, затем, в том же году, король дарует ему титул пэра Франции, он возвращается в Государственный Совет и становится председателем Военного комитета.
6 мая 1832 года Гийом Матьё Дюма вышел в отставку и более на государственную службу не привлекался. Вплоть до своей кончины Дюма занимался литературной деятельностью. В частности, из-под его пера вышел 19-томный труд под названием «Краткий очерк о военных событиях 1799—1807».
Имел дочь, Анну-Аделаиду, супругу генерала Франчески, которая покончила с собой после гибели мужа в испанском плену.